# Гао Шиян
Гао Шиян е китайски баскетболист. Той е роден 22 януари 1996 г. Той се състезава на летните олимпийски игри през 2020 г. Отборът му завърши на осмо място.